# Успение Богородично (Хаджидимово)
Вижте пояснителната страница за други значения на Успение Богородично.
„Успение Богородично“ е възрожденска църква в неврокопското градче Хаджидимово (Сингартия), България, част от Неврокопската епархия на Българската православна църква.

## История
Църквата е построена през 1845 година северно от Долно Сингартия. Иконите в храма са от средата на XIX век, дело на светогорски зографи.